# 이퍼의 외아들의 죽음
이퍼의 외아들의 죽음(아일랜드어: Aided Óenfhir Aífe 아더드 온프히르 이퍼)는 아일랜드 신화의 얼스터 대계에 속하는 이야기다.
내용상 에버르의 구애에서 이어지는 이야기다. 울라의 영웅 쿠 훌린은 알피에 건너가 수련을 하다가 여전사 이퍼를 임신시킨 채 내버려두고 에린으로 돌아간다. 이퍼는 아들 콘늘라를 낳고, 콘늘라는 7세가 되어서 아버지를 찾아 에린으로 간다.
콘늘라가 청동 배에 타고 황금 노를 저어 에린 해안에 닿자, 울라인들은 그의 기량에 두려움을 갖는다. 콘데러 막 에하크가 먼저 가서 콘늘라에게 돌아갈 것을 설득하고, 말을 듣지 않자 코날 케르나크가 나서 힘으로 설득하려 하지만 실패한다. 결국 울라 최강자인 쿠 훌린이 나서서 마창 게 볼그로 콘늘라를 죽이는데, 죽이고 나서야 콘늘라가 자기 아들임을 알아보게 된다.
이 이야기는 9세기 말 또는 10세기 초에 형성된 것으로 추정되며, 15세기 필사본인 라칸의 황색서에 채록되어 있다. 아들을 몰라보고 죽이는 아버지 이야기라는 점에서 구도가 페르시아의 로스탐과 소흐랍, 게르만의 힐데브란트의 노래와 거의 비슷하다.